# Милео Видотти, Пауло Витор
Па́уло Ви́тор Миле́о Видо́тти (порт. Paulo Victor Mileo Vidotti; 12 января 1987, Асис, штат Сан-Паулу) — бразильский футболист, вратарь клуба «Маритиму».

## Биография
Пауло Витор родился в 1987 году в семье нападающего Жезуэ Себастьяна Видотти (более известного просто по свой фамилии Видотти), выступавшего в 1980-е годы за «Коринтианс». Начал заниматься футболом в команде «Асисенсе» из своего родного города. В возрасте 17 лет перешёл во «Фламенго», где и продолжил обучение. К основному составу команды стал привлекаться в 2006 году. 27 сентября 2006 года дебютировал за основу в товарищеском матче против «Волты-Редонды». В 2007 году вместе с молодёжной командой «Фла» выиграл наиболее престижный в Бразилии Молодёжный кубок Сан-Паулу.
В первой половине 2008 года на правах аренды выступал в Лиге Кариоке за «Америку» (Рио-де-Жанейро), где провёл свои первые 13 матчей в официальных взрослых турнирах.
Долгое время оставался четвёртым вратарём «Фламенго». В этом статусе он выиграл чемпионаты штата 2007 и 2009 годов, а также чемпионат Бразилии 2009 года, изредка попадая в заявку на матчи.
В 2010 году команду покинул Диего, а в июне был арестован, а затем отправлен в тюрьму за убийство своей любовницы опытнейший Бруно. Пауло Витор получил статус второго вратаря после Марсело Ломбы. Дебютировал в основном составе родной команды в матче последнего тура «Бразилейрау» 5 декабря 2010 года. В гостевой игре «Фламенго» сыграл вничью 0:0 с «Сантосом».
В 2011 году состав «красно-чёрных» пополнил Фелипе, но Пауло Витор сохранил статус второго вратаря. В том году он сыграл три матча в Серии A, а также дебютировал в международном турнире. 27 октября он сыграл в Сантьяго против «Универсидад де Чили» в ответном матче 1/8 финала Южноамериканского кубка. Бразильский клуб уступил 0:1, но Пауло Витор сыграл намного лучше, чем Фелипе, который в первом матче в Рио-де-Жанейро не только пропустил четыре гола в свои ворота, но и отметился автоголом.
В 2012 году Вандерлей Лушембурго стал намного чаще доверять Пауло Витору. Сменивший Лушембурго на тренерском мостике Жоэл Сантана вернул в основной состав Фелипе, но во второй половине чемпионата Пауло Витор вновь стал главным вратарём, поскольку у его конкурента была обнаружена лихорадка денге. Пауло сыграл пять матчей в Лиге Кариоке, 19 игр в чемпионате Бразилии, два матча в Кубке Либертадорес 2012.
В 2013 году Пауло Витор продолжал бороться за место основного вратаря. Он сыграл за сезон 16 матчей, включая две игры Кубка Бразилии, завоёванного «рубро-негрос».
В 2014 году ПВ-48 окончательно стал основным вратарём команды, и оставался в таком статусе почти три сезона. За период выступлений за «Фла» отразил в официальных матчах девять пенальти (пять — в чемпионате Бразилии и по два в Кубке страны и чемпионате штата). 3 сентября 2014 года отбил два удара соперника в послематчевой серии пенальти в игре 1/8 финала Кубка Бразилии против «Коритибы». «Фламенго» выиграл серию со счётом 3:2 и вышел в четвертьфинал турнира.
24 января 2017 года отправился на правах аренды выступать за турецкий «Газиантепспор». За полгода в 14 матчах чемпионата Турции пропустил 26 мячей. «Газиантепспор» вылетел во второй дивизион и у клуба возникла перед бразильцем задолженность по зарплате. В июне ПВ вернулся на родину.
В июле 2017 года перешёл в «Гремио» из Порту-Алегри. В дебютном матче за «трёхцветных» против «Атлетико Минейро» отбил пенальти, пробитый Робиньо, чем помог своей команде одержать победу со счётом 2:0. До конца года новичок сыграл в десяти матчах бразильской Серии A. Пауло Витор согласился на статус дублёра легенды «Гремио» Марсело Гроэ, который играл во всех матчах в Кубке Либертадорес, в то время как Пауло помогал основному вратарю отдыхать в матчах чемпионата Бразилии в период, когда команда боролась за победу в главном континентальном турнире; при этом Пауло согласился на двукратное сокращение зарплаты в сравнении с тем, которое у него имелось от одного из ведущих клубов Турции. В итоге 29 ноября «Гремио» сумел в третий раз в своей истории выиграть Кубок Либертадорес, а ПВ был дублёром по ходу всего плей-офф (включая финал), но на поле не появлялся.

## Семья
Отец — Жезуэ Себастьян Видотти, мать — Соланге Милео Видотти, братья Марсело и Виктор Уго, сестра Мария Витория.
Пауло Витор Видотти женат на Присциле Лорейро. В конце октября 2015 года у пары родилась дочь Антонела. Брат Пауло Витора, Марсело, также был вратарём в футбольной школе «Фламенго», но в итоге выбрал карьеру зубного врача.

## Достижения
- Чемпион штата Рио-де-Жанейро (5): 2007 (не играл), 2009 (не играл), 2011, 2014, 2017
- Чемпион штата Риу-Гранди-ду-Сул (4): 2018, 2019, 2020, 2021
- Победитель Молодёжного кубка Сан-Паулу (1): 2007
- Чемпион Бразилии (1): 2009 (не играл)
- Чемпион Кубка Бразилии (1): 2013
- Обладатель Кубка Либертадорес (1): 2017 (не играл)
- Обладатель Рекопы (1): 2018 (не играл)